# Percezione subliminale
In psicologia le percezioni subliminali sono un fenomeno in cui stimoli che non giungono alla soglia di consapevolezza inducono reazioni specifiche senza che l'individuo se ne renda conto.

## Storia
Nel 1957, il cineasta americano James Vicary affermò di aver aumentato la vendita di alcune bibite nel suo cinema grazie all'inserimento di singoli fotogrammi che riportavano frasi come "Bevi Coca-Cola!" durante i film che proiettava nel suo cinema: 5 anni più tardi, tuttavia, ammise di aver gonfiato dei dati scientificamente inattendibili. Una recente replica del suo paradigma aveva prodotto effettivamente dei risultati significativi, ma molto più deboli di quanto dichiarato da Vicary: gli stimoli subliminali stimolavano gli spettatori a scegliere una certa bevanda, ma solo se erano già assetati. Il merito della frode di Vicary – che era stato accolto dalla stampa americana con titoli quali “Welcome to 1984”, con un rimando distopico al Grande Fratello di Orwell – fu di aumentare l’interesse degli scienziati per le applicazioni teoriche e cliniche degli stimoli subliminali.
Solo due anni dopo l'annuncio di Vicary, per esempio, lo psicologo statunitense Morris Eagle studiò due gruppi di persone: al primo vennero somministrate percezioni subliminali di un ragazzo che si mostra aggressivo con un altro ragazzo, mentre al secondo vennero somministrate percezioni subliminali dello stesso ragazzo che si mostrava cortese con l'altro. Dopodiché veniva mostrata ad entrambi i gruppi un'immagine supraliminale (normalmente percepibile) del ragazzo nell'atto di passeggiare. Veniva chiesto ai due gruppi di descriverlo: i componenti del primo gruppo diedero giudizi tendenzialmente negativi, mentre i membri del secondo gruppo li fecero tendenzialmente positivi. Questo esperimento dimostrava, quindi, quanto le percezioni subliminali influenzino il giudizio che si ha di una persona, così come il comportamento.
La ricerca sugli stimoli subliminali destò sempre maggiore interesse, fino a dimostrare che immagini fobiche potevano elicitare una reazione elettrodermica specifica pur senza emergere alla consapevolezza, un'osservazione che ebbe un forte impatto sulle teorie delle emozioni e sul miglioramento delle terapie di esposizione. Da allora, l'esposizione a stimoli subliminali è stata applicata allo studio di condizioni psicopatologiche (per esempio fobie specifiche, disturbo da attacchi di panico, disturbo post-traumatico da stress o PTSD), allo studio della coscienza e ad altri ambiti di ricerca clinica e di base.

## Paradigmi scientifici per rendere uno stimolo subliminale
La letteratura scientifica riporta vari metodi per rendere uno stimolo subliminale, che possono essere usati anche in combinazione tra loro.
Quelli più comuni, soprattutto nell'applicazione agli stimoli fobici, sono:
- il mascheramento dello stimolo da rendere subliminale tramite l'esposizione a un altro stimolo subito prima (forward masking) o subito dopo (backward masking). Lo stimolo che deve rimanere subliminale viene tipicamente mostrato per poche decine di millisecondi, solitamente 33[6]: questo lasso di tempo tuttavia non assicura che lo stimolo venga mascherato con successo, dal momento che molto dipende dalle caratteristiche percettive (per esempio, la luminosità o il contrasto cromatico) o affettive (per esempio, la paura suscitata in quella specifica persona) dello stimolo subliminale e di quello che lo dovrebbe mascherare. È stato quindi ipotizzato che gran parte della produzione scientifica sugli stimoli subliminali descriva degli effetti almeno parzialmente attribuibili a stimoli che in realtà emergono alla consapevolezza, anche se questa emersione non implica necessariamente che tali stimoli suscitino l'emozione attesa (per esempio di paura, nel caso di stimoli fobici[5])
- la distrazione dallo stimolo tramite l'inserimento di stimoli cui viene esplicitamente richiesto di prestare attenzione, come in questo famoso video Archiviato il 2 maggio 2016 in Internet Archive. in cui si chiede agli spettatori di contare quanti passaggi avvengono tra le persone che indossano la maglia di un certo colore[9]. Questa "cecità attentiva" (inattentional blindness) rende invisibile stimoli che, in mancanza di un'istruzione che devia il focus attentivo, sarebbero chiaramente individuabili
- l'uso di fenomeni percettivi come la rivalità binoculare, che permette di rendere subliminale per almeno qualche secondo degli stimoli mostrando dei pattern di Mondrian all'occhio che per la maggior parte del tempo è dominante (continuous flash suppression[10])
- l'attivazione spontanea di aree cerebrali che codificano per un certo animale può essere "premiata" provocando un miglioramento dei sintomi fobici tipicamente associati all'esposizione a tali stimoli[11]. Questo approccio – chiamato decoded neurofeedback – è ancora agli albori, ma si sta sviluppando rapidamente anche con l'ausilio delle intelligenze artificiali che permettono di analizzare in tempo reale i dati di brain imaging per capire quali aree cerebrali codificano per una certa categoria di stimoli

## Attendibilità delle stimolazioni subliminali
Gli stimoli subliminali sono efficaci? La validità degli studi scientifici sull'argomento è piuttosto dibattuta.
Meta-analisi della letteratura suggeriscono effetti molto deboli in alcune applicazioni e più netti in altre, ma c'è anche menzione di reazioni maggiori in seguito a stimoli subliminali che sovraliminali. In generale, viene sottolineata una eterogeneità potenzialmente problematica nella definizione di stimolo subliminale e nei paradigmi usati per misurarne il mascheramento, il che spinge per una certa cautela e per l'adozione di misure molto rigorose.
Probabilmente, le stimolazioni subliminali hanno un effetto, ma questo può variare considerevolmente a seconda del paradigma usato, della natura degli stimoli, e del campione di riferimento.